# Copa de Mauricio
La Copa de Islas Mauricio es el segundo torneo de fútbol a nivel de clubes más importante de las Islas Mauricio, se disputa desde 1957 y es organizado por la Federación de Fútbol de Mauricio.
El equipo campeón obtiene la clasificación a la Copa Confederación de la CAF.

## Palmarés
| Temporada | Campeón                  | Resultado        | Finalista               |
| --------- | ------------------------ | ---------------- | ----------------------- |
| 1957      | FC Dodo                  | 5 - 2            | Fire Brigade SC         |
| 1958      | No disputada             | No disputada     | No disputada            |
| 1959      | Faucon Flacq SC          | 2 - 0            | Fire Brigade SC         |
| 1960      | FC Dodo                  | 1 - 0            | Faucon Flacq SC         |
| 1961      | FC Dodo                  | 1 - 1, 2 - 0     | Faucon Flacq SC         |
| 1962      | Police Club              | 2 - 1            | FC Dodo                 |
| 1963      | Police Club              | 5 - 4            | Fire Brigade SC         |
| 1964      | No disputada             | No disputada     | No disputada            |
| 1965      | Police Club              | 4 - 2            | Muslim Scouts Club      |
| 1966      | FC Dodo                  | 2 - 2, 3 - 0     | Fire Brigade SC         |
| 1967      | Faucon Flacq SC          |                  | Police Club             |
| 1968      | Police Club              |                  |                         |
| 1969      | Hindu Scouts             | 2 - 0            | Police Club             |
|           | No disputada             |                  |                         |
| 1977      | Hindu Scouts             | 1 - 0            | Police Club             |
|           | No disputada             |                  |                         |
| 1980      | Fire Brigade SC          | 1 - 0            | Police Club             |
| 1981      | Fire Brigade SC          | 3 - 1            | Hindu Cadets            |
| 1982      | Fire Brigade SC          | 1 - 0            | Police Club             |
| 1983      | Fire Brigade SC          | 1 - 0            | Fuel Youth FC           |
| 1984      | Police Club              |                  |                         |
| 1985      | Sunrise Flacq United SC  |                  |                         |
| 1986      | Fire Brigade SC          |                  |                         |
| 1987      | Sunrise Flacq United SC  | 2 - 1            | Racing Club             |
| 1988      | Cadets Club              | 1 - 0            | Fuel Youth FC           |
| 1989      | Fire Brigade SC          | 5 - 0            | Cadets Club             |
| 1990      | Fire Brigade SC          | 7 - 0            | Cadets Club             |
| 1991      | Fire Brigade SC          | 1 - 0            | Scouts Club             |
| 1992      | Sunrise Flacq United SC  | 2 - 0            | Cadets Club             |
| 1993      | Sunrise Flacq United SC  | 2 - 1            | Scouts Club             |
| 1994      | Fire Brigade SC          | 3 - 0            | Cadets Club             |
| 1995      | Fire Brigade SC          | 2 - 1            | Cadets Club             |
| 1996      | Sunrise Flacq United SC  | 2 - 1            | Scouts Club             |
| 1997      | Fire Brigade SC          | 3 - 1            | Sunrise Flacq United SC |
| 1998      | Fire Brigade SC          | 3 - 0            | Scouts Club             |
| 1999      | Abandonada               | Abandonada       | Abandonada              |
| 2000      | No disputada             | No disputada     | No disputada            |
| 2001      | US Beau Bassin-Rose Hill | 2 - 1            | Olympique de Moka       |
| 2002      | AS Port-Louis 2000       | 3 - 0            | Olympique de Moka       |
| 2003      | Savanne SC               | 1 - 1 (4-2 pen.) | AS Port-Louis 2000      |
| 2004      | Savanne SC               | 3 - 2            | Faucon Flacq SC         |
| 2005      | AS Port-Louis 2000       | 2 - 0            | Pointe-aux-Sables Mates |
| 2006      | Curepipe Starlight SC    | 0 - 0 (9-8 pen.) | Savanne SC              |
| 2007      | Petite Rivière Noire SC  | 2 - 0            | AS Port-Louis 2000      |
| 2008      | Curepipe Starlight SC    | 4 - 2            | AS de Vacoas-Phoenix    |
| 2009      | Pamplemousses SC         | 6 - 1            | Etoile de L'Ouest       |
| 2010      | AS de Vacoas-Phoenix     | 1 - 0            | Pointe-aux-Sables Mates |
| 2011      | No disputada             | No disputada     | No disputada            |
| 2012      | No disputada             | No disputada     | No disputada            |
| 2013      | Curepipe Starlight SC    | 3 - 2            | Petite Rivière Noire SC |
| 2014      | Petite Rivière Noire SC  | 3 - 1            | Pamplemousses SC        |
| 2015      | Petite Rivière Noire SC  | 2 - 0            | Pamplemousses SC        |
| 2016      | Pamplemousses SC         | 2 - 1            | Petite Rivière Noire SC |
| 2017      | AS Port-Louis 2000       | 2 - 0            | Pamplemousses SC        |
| 2018      | Pamplemousses SC         | 2 - 1            | GRSE Wanderers SC       |
| 2019      | Bolton City Youth Club   | 2 - 0            | AS de Vacoas-Phoenix    |
| 2020      | No disputada             | No disputada     | No disputada            |
| 2021      | No disputada             | No disputada     | No disputada            |
| 2022–23   | GRSE Wanderers SC        | 2 - 1            | AS Port-Louis 2000      |
| 2023–24   | Pamplemousses SC         | 2 - 0            | AS Port-Louis 2000      |
| 2024–25   |                          |                  |                         |

## Títulos por club
| Club                                    | Campeón | Años campeón                                                           |
| --------------------------------------- | ------- | ---------------------------------------------------------------------- |
| Fire Brigade SC (Beau Bassin-Rose Hill) | 12      | 1980, 1981, 1982, 1983, 1986, 1989, 1990, 1991, 1994, 1995, 1997, 1998 |
| Police Club (Port Louis)                | 5       | 1962, 1963, 1965, 1968, 1984                                           |
| Sunrise Flacq United SC (Flacq)         | 5       | 1985, 1987, 1992, 1993, 1996                                           |
| FC Dodo (Curepipe)                      | 4       | 1957, 1960, 1961, 1966                                                 |
| Pamplemousses SC                        | 4       | 2009, 2016, 2018, 2024                                                 |
| Curepipe Starlight SC                   | 3       | 2006, 2008, 2013                                                       |
| Petite Rivière Noire SC                 | 3       | 2007, 2014, 2015                                                       |
| AS Port-Louis 2000 (Port Louis)         | 3       | 2002, 2005, 2017                                                       |
| Faucon Flacq SC (Flacq)                 | 2       | 1959, 1967                                                             |
| Hindu Scouts (Port Louis)               | 2       | 1969, 1977                                                             |
| Savanne SC                              | 2       | 2003, 2004                                                             |
| Cadets Club (Quatre Bornes)             | 1       | 1988                                                                   |
| US Beau Bassin-Rose Hill                | 1       | 2001                                                                   |
| AS de Vacoas-Phoenix                    | 1       | 2010                                                                   |
| Bolton City Youth Club                  | 1       | 2019                                                                   |
| GRSE Wanderers SC                       | 1       | 2023                                                                   |